# Opoku Ware II
Opoku Ware II, né Jacob Matthew Poku le 30 novembre 1919 et mort le 26 février 1999, est le 15e Asantehene. Il succède à son oncle Prempeh II le 27 juillet 1970. Il règne pendant 29 ans jusqu'à sa mort en février 1999,. Il est remplacé par Osei Tutu II.

## Jeunesse et formation
Le futur monarque est né en 1919 sous le nom de Jacob Matthew Poku à Kumasi, l'ancienne capitale de l'Empire ashanti devenu protectorat des Ashanti, au sein du clan Oyoko. À l'époque, Prempeh I est Asantehene, avant d'être remplacé par son neveu Prempeh II en 1931. Prempeh II est l'oncle d'Opoku Ware II, faisant du garçon l'un des nombreux candidats à sa succession que l'Asantehemaa doit déterminer. Après avoir fréquenté l'école anglicane, Poku est allé à Adisadel College à Cape Coast. Après avoir travaillé dans le secteur public pendant un certain temps, dans les années 1950, il a déménagé au Royaume-Uni pour étudier le droit au Middle Temple et a été admis au barreau en 1962.

## Carrière
Il travaille comme inspecteur en bâtiment et plus tard pour le service des travaux publics de 1937 à 1943. Après cela, il suit une formation d'arpenteur et travaille à la salle du conseil traditionnel de Kumasi et à l'université des sciences et technologies Kwame Nkrumah.
Il revient en Côte de l'Or (aujourd'hui Ghana) après son admission au barreau en 1962. Il travaille dans la capitale Accra puis crée une entreprise à Kumasi. Grâce à son succès en tant qu'avocat, il obtient du respect dans la politique ashantie. À la suite du coup d'État qui a renversé le premier président du Ghana, Kwame Nkrumah en 1966, le gouvernement militaire du Conseil de libération nationale désigne Opoku Ware en tant que commissaire aux communications (équivalent du ministre des communications) en 1968.

## Règne
En 1970, il est nommé ambassadeur en Italie, mais son oncle Prempeh II décède peu de temps après. En raison de ses succès juridiques et politiques, il est choisi pour succéder en tant qu'Asantehene. Il entretient de bonnes relations avec le président ghanéen Ignatius Acheampong, puis avec Jerry Rawlings,.
Il se concentre sur la mise en œuvre de la justice traditionnelle ashantie plutôt que de s'impliquer dans la politique nationale. Tout comme ses prédécesseurs, il apparait rarement en public et possède un porte-parole pour le représenter. Durant ses apparitions, il est traditionnellement couvert d'objets en or et d'une tenue kente.
En 1985, le trône de Nkosuo (signifie développement) est créé par Opoku Ware II, en tant que catalyseur du développement à Kumasi et au-delà. Depuis lors, la tendance à conférer le titre de Nkosuohene ou Hemaa à des personnes notables au Ghana a pris de l'importance.
En août 1995, il célèbre son jubilé d'argent représentant 25 ans de règne en tant qu'Asantehene,.

## Vie privée et mort
En 1945, il épouse un autre membre de la famille royale, Victoria. En 1996, Victoria, l'épouse d'Opoku Ware II, décède,. Le 26 février 1999, le roi lui-même décède. Il reçoit des funérailles d'État et culturelles Ashanti s'étalant sur quatre jours de cérémonies mêlant les traditions africaines et chrétiennes et est inhumé le 25 mars 1999 après un mois de deuil au mausolée royal,,. Il est remplacé le 26 avril par Osei Tutu II après une période de deuil,. Il laisse trois enfants Osei, Gifty (1950-2018) et l'ambassadrice Leslie Poku.